# 中津川市立落合小学校
中津川市立落合小学校（なかつがわしりつ おちあいしょうがっこう）とは、岐阜県中津川市にある公立小学校。

## 就学区域
- 落合（旧・恵那郡落合村）、瀬戸の一部（野久保、中屋、中平、梅平、前鼻）[1]。

## 沿革
- 1873年（明治6年） - 小学校義校孜汲舎が開校。
- 1874年（明治7年） - 孜汲小学校に改称する。
- 1886年（明治19年） - 落合小学校に改称する。簡易科、尋常科を設置。
- 1889年（明治22年）7月1日 - 落合村が発足。
- 1893年（明治26年） - 落合尋常小学校に改称する。
- 1902年（明治35年） - 落合尋常高等小学校に改称する。
- 1941年（昭和16年） - 落合国民学校に改称する。
- 1947年（昭和22年） - 落合村立落合小学校に改称する。
- 1956年（昭和31年）9月30日 - 落合村が中津川市に編入される。同時に中津川立落合小学校に改称する。
- 1974年（昭和49年） - 中津川市立苗木小学校瀬戸分校を統合する。